# هلولة
الهلولة (الاسم العلمي: Hellula) هي جنس من الحشرات يتبع فصيلة عثث العشب من رتبة حرشفيات الأجنحة.

## أنواع الهلولة
- هلولة الغالاباغوس
- هلولة بسيطة
- هلولة صغيرة
- هلولة غربية
- هلولة مائية
- هلولة متموجة